# Highway
Highway este o trupă din Muntenegru și care a reprezentat țara lor la Concursul Muzical Eurovision 2016. Ei au participat în al doilea sezon al X Factor Adria, ieșind pe locul al patrulea.
Printr-un vot unanim al comisiei de alegere a reprezentantului Muntenegrului, formată din Dragan Tripković, Nada Vučinić, Slaven Knezović și Milorad Šule Jovović, ei au fost desemnați să reprezinte țara din Balcani.